# Teorema de clasificación de grupos simples
En matemáticas, la clasificación de los grupos simples finitos es un teorema que establece que cada grupo simple finito es cíclico o alternante, o pertenece a una amplia clase infinita llamada grupos de tipo Lie, o bien es una de veintiséis o veintisiete excepciones, llamadas grupos esporádicos. La teoría de grupos es fundamental para muchas áreas de las matemáticas puras y aplicadas y el teorema de clasificación ha sido calificado como uno de los grandes logros intelectuales de la humanidad. Las demostraciones que sustentan esta clasificación constan de decenas de miles de páginas en varios cientos de artículos de revistas escritos por unos 100 autores, publicados principalmente entre 1955 y 2004.
Los grupos simples pueden verse como los bloques de construcción básicos de todos los grupos finitos, lo que recuerda la forma en que los números primos son los bloques de construcción básicos de los números naturales. La serie de composición es una forma más precisa de enunciar este hecho sobre los grupos finitos. Sin embargo, una diferencia significativa con la factorización de enteros es que tales bloques de construcción no necesariamente determinan un grupo único, ya que puede haber muchos grupos que no sean isomorfos con la misma serie de composición o, dicho de otra manera, el problema de extensión no tiene una solución única.
Gorenstein, Lyons y Solomon emprendieron la publicación gradual de una versión simplificada y revisada de la demostración.

## Declaración del teorema de clasificación
| Teorema: Cada grupo simple finito es isomorfo a uno de los siguientes grupos: - Un miembro de una de las tres clases infinitas siguientes, a saber: - El grupo cíclico de orden primo - El grupo alternante de grado al menos 5 - Los grupos de tipo Lie - Uno de los 26 grupos llamados grupos esporádicos - El grupo de Tits (que a veces se considera el grupo esporádico número 27). |

El teorema de clasificación tiene aplicaciones en muchas ramas de las matemáticas, ya que las preguntas sobre la estructura de los grupos finitos (y su acción sobre otros objetos matemáticos) a veces pueden reducirse a preguntas sobre grupos simples finitos. Gracias al teorema de clasificación, estas preguntas a veces se pueden responder comprobando cada familia de grupos simples y cada grupo esporádico.
Daniel Gorenstein anunció en 1983 que todos los grupos finitos simples habían sido clasificados, pero esta afirmación resultó prematura, ya que se le había informado mal sobre la prueba de la clasificación del  grupo cuasidelgado. La prueba completa de la clasificación fue anunciada por Aschbacher (2004) después de que Aschbacher y Smith publicaran una demostración de 1221 páginas para el caso faltante del grupo cuasidelgado

## Resumen de la demostración del teorema de clasificación
Gorenstein escribió dos volúmenes que describen el rango bajo y la singular parte característica de la demostración; y Aschbacher, Lyons, Smith y Solomon escribieron un tercer volumen que cubre el caso restante de la característica 2. La prueba se puede dividir en varias partes principales de la siguiente manera:

### Grupos de rango 2 pequeños
Los grupos simples de rango 2 pequeños son en su mayoría grupos de tipo Lie de rango pequeño sobre cuerpos de característica impar, junto con cinco grupos alternantes y siete de tipo de característica 2 y nueve grupos esporádicos.
Los grupos simples de rango 2 pequeños incluyen:
- Grupos de rango 2, 0: en otras palabras grupos de orden impar, que son todos resolubles mediante el teorema de Feit–Thompson.
- Grupos de rango 2, 1: los subgrupos de Sylow 2 son cíclicos, que son fáciles de manejar usando una aplicación de transferencia, o los cuaterniones generalizados, que se manejan según el teorema de Brauer-Suzuki: en particular, no hay grupos simples de rango 2, 1.
- Grupos de rango 2, 2: Alperin demostró que el subgrupo de Sylow debe ser diedro, cuasidiédrico, enroscado o un subgrupo de Sylow 2 de "U"3 (4). El primer caso se analizó mediante el teorema de Gorenstein-Walter que mostró que los únicos grupos simples son isomorfos a L2 (q) para q impar o A7, el segundo y tercero los casos fueron resueltos mediante el teorema de Alperin-Brauer-Gorenstein, lo que implica que los únicos grupos simples son isomorfos a L3(q) o U3(q) para q impar o M11, y el último caso fue analizado por Lyons, quien demostró que U3(4) es la única posibilidad simple.
- Grupos seccionales rango 2, como máximo 4: clasificados por el teorema de Gorenstein-Harada.

La clasificación de grupos de rango 2 pequeños, especialmente los de rango 2 como máximo, hace un uso intensivo de la teoría del carácter ordinario y modular, que casi nunca se usa directamente en otras partes de la clasificación.
Todos los grupos que no sean de rango pequeño 2 se pueden dividir en dos clases principales: grupos de tipo de componente y grupos de tipo de característica 2. Esto se debe a que si un grupo tiene un rango seccional 2 al menos 5, entonces MacWilliams demostró que sus subgrupos 2 de Sylow están conectados, y el teorema de equilibrio implica que cualquier grupo simple con subgrupos 2 de Sylow conectados es de tipo componente o tipo de característica 2. Para grupos de rango 2 bajo, esta demostración no funciona, porque teoremas como el teorema del funtor señalizador solo funcionan para grupos con subgrupos abelianos elementales de rango al menos 3.

### Grupos de tipo de componente
Se dice que un grupo es de tipo componente si para algún centralizador C de una involución, C/O(C) tiene un componente (donde O(C) es el núcleo de C, el subgrupo normal máximo de orden impar).
Estos son más o menos los grupos de tipo Lie de característica impar de gran rango, y grupos alternos, junto con algunos grupos esporádicos.
Un paso importante en este caso es eliminar la obstrucción del núcleo de una involución. Esto se logra mediante el teorema B, que establece que cada componente de C/O(C) es la imagen de un componente de C.
La idea es que estos grupos tengan un centralizador de una involución con un componente que sea un grupo cuasisimple menor, que se puede suponer ya conocido por inducción. Entonces, para clasificar estos grupos, se toma cada extensión central de cada grupo simple finito conocido, y se encuentran todos los grupos simples con un centralizador de involución con este como componente. Esto da un número bastante grande de casos diferentes para verificar: no solo hay 26 grupos esporádicos y 16 familias de grupos de tipo Lie y los grupos alternos, sino que también muchos de los grupos de rango pequeño o sobre campos pequeños se comportan de manera diferente al caso general y deben tratarse por separado, y los grupos de tipo de Lie de característica par e impar también son bastante diferentes entre sí.

### Grupos de tipo de característica 2
Un grupo es del tipo de característica 2 si el subgrupo generalizado de Fitting F*(Y) de cada subgrupo 2-local Y es un 2-grupo.
Como sugiere el nombre, estos son aproximadamente los grupos de tipo Lie sobre campos de característica 2, más un puñado de otros que son alternantes, esporádicos o de característica impar. Su clasificación se divide en los casos de rango pequeño y grande, donde el rango es el rango más grande de un subgrupo abeliano impar que normaliza un subgrupo 2 no trivial, que a menudo (pero no siempre) es el mismo que el rango de una subálgebra de Cartan cuando el grupo es un grupo de tipo Lie en la característica 2.
Los grupos de rango 1 son los grupos delgados, clasificados por Aschbacher, y los de rango 2 son los notorios grupos cuasidelgados, clasificados por Aschbacher y Smith. Estos corresponden aproximadamente a grupos de tipo Lie de rangos 1 o 2 sobre campos de característica 2.
Los grupos de rango al menos 3 se subdividen en 3 clases por el teorema de la tricotomía, probado por Aschbacher para el rango 3 y por Gorenstein y Lyons para el rango de al menos 4.
Las tres clases son grupos de tipo GF(2) (clasificados principalmente por Timmesfeld), grupos de tipo estándar para algún primo impar (clasificados por el teorema de Gilman-Griess y funcionan para varios otros), y grupos de tipo de unicidad, donde un resultado de Aschbacher implica que no hay grupos simples.
El caso general de rango superior consiste principalmente en los grupos de tipo Lie sobre campos de característica 2 de rango al menos 3 o 4.

### Existencia y singularidad de los grupos simples
La parte principal de la clasificación produce una caracterización de cada grupo simple. Entonces es necesario comprobar que existe un grupo simple para cada caracterización y que es único. Esto da una gran cantidad de problemas separados; por ejemplo, las pruebas originales de existencia y unicidad del grupo monstruo totalizaron unas 200 páginas, y la identificación de los grupos de Ree por Thompson y Bombieri fue una de las partes más difíciles de la clasificación. Muchas de las pruebas de existencia y algunas de las pruebas de unicidad para los grupos esporádicos originalmente usaban cálculos por ordenador, la mayoría de los cuales han sido reemplazados por pruebas manuales más cortas.

## Historia de la prueba

### El programa de Gorenstein
En 1972 Gorenstein (1979, Appendix) anunció un programa para completar la clasificación de grupos finitos simples, que consta de los siguientes 16 pasos:
1. Grupos de bajo rango 2. Resuelto esencialmente por Gorenstein y Harada, quienes clasificaron los grupos con rango 2 seccional como máximo 4. La mayoría de los casos de rango 2 como máximo 2 se habían realizado cuando Gorenstein anunció su programa.
2. La semisimplicidad de las 2 capas. El problema es demostrar que la capa 2 del centralizador de una involución en un grupo simple es semisimple.
3. Forma estándar en característica impar. Si un grupo tiene una involución con un componente de 2 que es un grupo de tipo Lie de característica impar, el objetivo es mostrar que tiene un centralizador de involución en "forma estándar", lo que significa que un centralizador de involución tiene un componente que es de tipo Lie en característica impar y también tiene un centralizador de rango 2 seccional 1.
4. Clasificación de grupos de tipo impar. El problema es mostrar que si un grupo tiene un centralizador de involución en "forma estándar", entonces es un grupo de tipo Lie de característica impar. Esto fue resuelto mediante el teorema de involución clásica de Aschbacher.
5. Forma cuasi estándar.
6. Involuciones centrales.
7. Clasificación de grupos alternos.
8. Algunos grupos esporádicos.
9. Grupos delgados. Los grupos finitos delgados simples, aquellos con 2-local rango p como máximo 1 para primos impares p, fueron clasificados por Aschbacher en 1978.
10. Grupos con un subgrupo fuertemente p-incrustado para p impar.
11. El método del funtor del señalizador para primos impares. El principal problema es demostrar el teorema del funtor señalizador para funtores señalizadores no resolubles, problema resuelto por McBride en 1982.
12. Grupos de tipo de característica p. Es el problema de los grupos con un subgrupo 2 local fuertemente incrustado con p, siendo p impar, que fue manejado por Aschbacher.
13. Grupos cuasidelgados. Un grupo cuasidelgado es aquel cuyos dos subgrupos locales tienen rango p como máximo 2 para todos los primos impares p, y el problema es clasificar los simples del tipo de característica 2. Esto fue completado por Aschbacher y Smith en 2004.
14. Grupos de bajo rango 2 local 3, resuelto esencialmente por el teorema de la tricotomía de Aschbacher para grupos con e(G) = 3. El cambio principal es que el rango 3 local 2 se reemplaza por el rango p 2 local para primos impares.
15. Centralizadores de 3 elementos en forma estándar, demostrado esencialmente mediante el teorema de la tricotomía.
16. Clasificación de grupos simples de tipo característica 2, de acuerdo con el teorema de Gilman-Griess, con 3 elementos reemplazados por p elementos para primos impares.

### Cronología de la prueba
Muchos de los elementos de la lista que figura a continuación se han tomado de Solomon (2001). La fecha dada suele ser la fecha de publicación de la prueba completa de un resultado, que a veces es varios años después de la prueba o el primer anuncio del resultado, por lo que algunos de los elementos aparecen en el orden "incorrecto".
| Fecha de publicación | |
| -------------------- | --- |
| 1832                 | Galois introduce subgrupos normales y encuentra los grupos simples An (n ≥ 5) y PSL2 (Fp) (p ≥ 5). |
| 1854                 | Cayley define grupos abstractos. |
| 1861                 | Mathieu describe los dos primeros grupos de Mathieu M11, M12, los primeros grupos simples esporádicos, y anuncia la existencia de M24. |
| 1870                 | Jordan enumera algunos grupos simples: los lineales especiales alternantes y proyectivos, y enfatiza la importancia de los grupos simples. |
| 1872                 | Sylow prueba los Teoremas de Sylow. |
| 1873                 | Mathieu presenta tres grupos de Mathieu más: M22, M23 y M24. |
| 1892                 | Hölder prueba que el orden de cualquier grupo simple finito no abeliano debe ser un producto de al menos cuatro números primos (no necesariamente distintos), y pide una clasificación de grupos simples finitos.                                                                                      |
| 1893                 | Cole clasifica grupos simples de orden hasta 660. |
| 1896                 | Frobenius y Burnside comienzan el estudio de la teoría del carácter de grupos finitos. |
| 1899                 | Burnside clasifica los grupos simples de tal manera que el centralizador de cada involución es un grupo 2 abeliano elemental no trivial. |
| 1901                 | Frobenius demuestra que un grupo de Frobenius tiene un núcleo de Frobenius, por lo que en particular no es simple. |
| 1901                 | Dickson define grupos clásicos sobre campos finitos arbitrarios y grupos excepcionales de tipo G2 sobre campos de características impares. |
| 1901                 | Dickson presenta los grupos finitos simples excepcionales de tipo E6. |
| 1904                 | Burnside usa la teoría del carácter para demostrar el teorema de Burnside, que implica que el orden de cualquier grupo simple finito no abeliano debe ser divisible por al menos 3 primos distintos.                                                                                                   |
| 1905                 | Dickson introduce grupos simples de tipo G2 sobre campos de características pares. |
| 1911                 | Burnside conjetura que todo grupo simple finito no abeliano tiene un orden uniforme. |
| 1928                 | Hall prueba la existencia de los subgrupos de Hall de grupos resolubles. |
| 1933                 | Hall comienza su estudio de los p-grupos |
| 1935                 | Brauer comienza el estudio de los caracteres modulares. |
| 1936                 | Zassenhaus clasifica grupos de permutación finitos nítidamente 3-transitivos. |
| 1938                 | Fitting presenta el subgrupo de Fitting y demuestra el teorema de Fitting de que para los grupos que se pueden resolver el subgrupo de Fitting contiene su centralizador. |
| 1942                 | Brauer describe los caracteres modulares de un grupo divisible por un primo a la primera potencia. |
| 1954                 | Brauer clasifica los grupos simples con GL2 (Fq) como centralizador de una involución. |
| 1955                 | El teorema de Brauer-Fowler implica que el número de grupos simples finitos con un centralizador de involución dado es finito, lo que sugiere un ataque a la clasificación utilizando centralizadores de involuciones.                                                                                 |
| 1955                 | Chevalley presenta los grupos de Chevalley, en particular los grupos simples excepcionales de tipos F4, E7 y E8. |
| 1956                 | Teorema de Hall-Higman. |
| 1957                 | Suzuki demuestra que todos los grupos CA finitos simples de orden impar son cíclicos. |
| 1958                 | El teorema de Brauer-Suzuki-Wall caracteriza los grupos lineales especiales proyectivos de rango 1 y clasifica los grupos CA simples. |
| 1959                 | Steinberg introduce los grupos de Steinberg, dando algunos nuevos grupos finitos simples, de los tipos 3D4 y 2E6 (estos últimos fueron encontrados independientemente aproximadamente al mismo tiempo por Tits).                                                                                       |
| 1959                 | El teorema de Brauer-Suzuki sobre grupos con el cuaternión generalizado y 2-subgrupos de Sylow muestra en particular que ninguno de ellos es simple. |
| 1960                 | Thompson demuestra que un grupo con un automorfismo de orden primario libre de puntos fijos es nilpotente. |
| 1960                 | Feit, Marshall Hall y Thompson demuestran que todos los grupos CN finitos simples de orden impar son cíclicos. |
| 1960                 | Suzuki presenta los grupos de Suzuki, con los tipos 2B2. |
| 1961                 | Ree presenta los grupos de Ree, con los tipos 2F4 y 2G2. |
| 1963                 | Feit y Thompson prueban el teorema del orden impar. |
| 1964                 | Tits introduce pares BN para grupos de tipo Lie y encuentra el grupo de Tits |
| 1965                 | El teorema de Gorenstein-Walter clasifica los grupos con un 2-subgrupo de Sylow diédrico. |
| 1966                 | Glauberman demuestra el teorema Z*. |
| 1966                 | Janko presenta el grupo J1 de Janko, el primer grupo esporádico nuevo en aproximadamente un siglo. |
| 1968                 | Glauberman demuestra el teorema ZJ. |
| 1968                 | Higman y Sims presentan el grupo de Higman-Sims. |
| 1968                 | Conway presenta los grupos de Conway. |
| 1969                 | El teorema de Walter clasifica grupos con 2 subgrupos abelianos de Sylow. |
| 1969                 | Introducción del grupo esporádico de Suzuki, del grupo J2 de Janko, del grupo J3 de Janko, del grupo de McLaughlin y del grupo de Held. |
| 1969                 | Gorenstein presenta el funtor señalizador basándose en las ideas de Thompson. |
| 1970                 | MacWilliams demuestra que los grupos 2 sin subgrupo abeliano normal de rango 3 tienen un rango 2 seccional como máximo 4. (Los grupos simples con subgrupos de Sylow que satisfacen esta última condición fueron clasificados posteriormente por Gorenstein y Harada).                                 |
| 1970                 | Bender presentó el subgrupo generalizado de Fitting. |
| 1970                 | El teorema de Alperin-Brauer-Gorenstein clasifica los grupos con 2 subgrupos de Sylow cuasi-diedros o en corona, completando la clasificación de los grupos simples de 2 rangos como máximo 2. |
| 1971                 | Fischer presenta los tres grupos de Fischer. |
| 1971                 | Thompson clasifica los pares cuadráticos. |
| 1971                 | Bender clasifica el grupo con un subgrupo fuertemente embebido. |
| 1972                 | Gorenstein propone un programa de 16 pasos para clasificar grupos simples finitos; la clasificación final sigue su esquema bastante de cerca. |
| 1972                 | Lyons presenta el grupo de Lyons. |
| 1973                 | Rudvalis produce el grupo de Rudvalis. |
| 1973                 | Fischer descubre el grupo monstruo bebé (inédito), que Fischer y Griess usan para descubrir el grupo monstruo, que a su vez lleva a Thompson al grupo esporádico de Thompson y a Norton al grupo de Harada-Norton (también encontrado de otra manera por Harada).                                      |
| 1974                 | Thompson clasifica los grupos N, agrupa todos cuyos subgrupos locales se pueden resolver. |
| 1974                 | El teorema de Gorenstein-Harada clasifica los grupos simples de rango 2 seccional como máximo 4, dividiendo los restantes grupos simples finitos en los de tipo componente y los de tipo de característica 2.                                                                                          |
| 1974                 | Tits demuestra que los grupos con par BN de rango al menos 3 son grupos de tipo Lie. |
| 1974                 | Aschbacher clasifica los grupos con un núcleo generado 2 propio. |
| 1975                 | Gorenstein y Walter prueban el teorema de equilibrio L. |
| 1976                 | Glauberman demuestra el teorema solucionable del funtor señalizador. |
| 1976                 | Aschbacher prueba el teorema componente, demostrando aproximadamente que los grupos de tipo impar que satisfacen algunas condiciones tienen un componente en forma estándar. Los grupos con un componente de forma estándar fueron clasificados en una gran colección de artículos por muchos autores. |
| 1976                 | O'Nan presenta el grupo de O'Nan. |
| 1976                 | Janko presenta el grupo J4 de Janko, el último grupo esporádico en ser descubierto. |
| 1977                 | Aschbacher caracteriza los grupos de tipo Lie de característica impar en su teorema de involución clásica. Después de este teorema, que en cierto sentido trata de la mayoría de los grupos simples, se consideró en general que el final de la clasificación estaba a la vista.                       |
| 1978                 | Timmesfeld demuestra el teorema extraespecial de O2, dividiendo la clasificación de grupos de tipo GF(2) en varios problemas más pequeños. |
| 1978                 | Aschbacher clasifica los grupos delgados finitos, que en su mayoría son grupos de rango 1 de tipo Lie sobre cuerpos de características pares. |
| 1981                 | Bombieri utiliza la teoría de la eliminación para completar el trabajo de Thompson sobre la caracterización del grupo de Ree, uno de los pasos más difíciles de la clasificación. |
| 1982                 | McBride prueba el teorema del funtor señalizador para todos los grupos finitos. |
| 1982                 | Griess construye manualmente el grupo monstruo. |
| 1983                 | El teorema de Gilman-Griess clasifica grupos de tipo de característica 2 y clasifica al menos 4 con componentes estándar, uno de los tres casos del teorema de la tricotomía. |
| 1983                 | Aschbacher demuestra que ningún grupo finito satisface la hipótesis del caso de unicidad, uno de los tres casos dados por el teorema de la tricotomía para grupos de tipo característica 2. |
| 1983                 | Gorenstein y Lyons prueban el teorema de la tricotomía para grupos de tipo de característica 2 y clasifican al menos 4, mientras que Aschbacher lo hace en el caso de rango 3. Esto divide estos grupos en 3 subcampos: el caso de unicidad, grupos de tipo GF(2) y grupos con un componente estándar. |
| 1983                 | Gorenstein anuncia que la prueba de la clasificación está completa, algo prematuramente, ya que la prueba del caso cuasidelgado estaba incompleta. |
| 1994                 | Gorenstein, Lyons y Solomon comienzan la publicación de la clasificación revisada. |
| 2004                 | Aschbacher y Smith publican su trabajo sobre grupos cuasidelgados (que son en su mayoría grupos de tipo Lie de rango como máximo 2 sobre campos de característica par), llenando el último vacío en la clasificación conocida en ese momento.                                                          |
| 2008                 | Harada y Solomon llenan un pequeño vacío en la clasificación al describir grupos con un componente estándar que es una tapa del grupo M22 de Mathieu, un caso que se omitió accidentalmente de la prueba de la clasificación debido a un error en el cálculo del multiplicador de Schur de M22.        |
| 2012                 | Gonthier y sus colaboradores anuncian una versión verificada por computadora del teorema de Feit-Thompson usando la demostración interactiva de teoremas Coq. |

## Clasificación de segunda generación
La demostración del teorema, tal como estaba alrededor de 1985, puede llamarse de primera generación. Debido a la extensión extrema de la prueba de primera generación, se ha dedicado mucho esfuerzo a encontrar una prueba más simple, llamada prueba de clasificación de segunda generación. Este esfuerzo, denominado revisionismo, fue dirigido originalmente por Daniel Gorenstein.
A 2021, se han publicado nueve volúmenes de la prueba de segunda generación (Gorenstein, Lyons & Solomon 1994, 1996, 1998, 1999, 2002, 2005, 2018a, 2018b, 2021). En 2012, Solomon estimó que el proyecto necesitaría otros 5 volúmenes, pero dijo que el progreso en ellos era lento. Se estima que la nueva prueba finalmente ocupará aproximadamente 5000 páginas. Esta extensión se debe en parte a que la prueba de segunda generación está escrita en un estilo más relajado. Sin embargo, con la publicación del volumen 9 de la serie, e incluyendo la contribución de Aschbacher-Smith, esta estimación ya se alcanzó, con varios volúmenes más aún en preparación (el resto de lo que originalmente estaba destinado al volumen 9, más los volúmenes proyectados 10 y 11). Aschbacher y Smith escribieron sus dos volúmenes dedicados al caso cuasidelgado, de tal manera que esos volúmenes pueden ser parte de la prueba de segunda generación.
Gorenstein y sus colaboradores han dado varias razones por las que es posible una demostración más simple.
- Lo más importante es que ahora se conoce el enunciado final correcto del teorema. Se pueden aplicar técnicas más simples que se sabe que son adecuadas para los tipos de grupos que se sabe que son finitos simples. En contraste, aquellos que trabajaron en la prueba de la primera generación no sabían cuántos grupos esporádicos había y, de hecho, algunos de los grupos esporádicos (por ejemplo, los grupos de Janko) se descubrieron mientras se probaban otros casos del teorema de clasificación. Como resultado, muchas de las piezas del teorema se probaron utilizando técnicas que eran demasiado generales.
- Debido a que se desconocía la conclusión, la prueba de primera generación consta de muchos teoremas independientes que tratan con casos especiales importantes. Gran parte del trabajo de probar estos teoremas se dedicó al análisis de numerosos casos especiales. Dada una prueba más amplia y organizada, el tratamiento de muchos de estos casos especiales puede posponerse hasta que se puedan aplicar supuestos más potentes. El precio que se paga con esta estrategia revisada es que estos teoremas de primera generación ya no tienen demostraciones comparativamente breves, sino que se basan en la clasificación completa.
- Muchos teoremas de primera generación se superponen y, por lo tanto, dividen los casos posibles de forma ineficiente. Como resultado, las familias y subfamilias de grupos finitos simples se identificaron varias veces. La prueba revisada elimina estas redundancias basándose en una subdivisión diferente de casos.
- Los teóricos de los grupos finitos tienen más experiencia en este tipo de ejercicio y tienen nuevas técnicas a su disposición.

Aschbacher (2004) ha calificado el trabajo sobre el problema de clasificación de Ulrich Meierfrankenfeld, Bernd Stellmacher, Gernot Stroth y algunos otros, como un programa de tercera generación. Uno de los objetivos de este trabajo es tratar todos los grupos de característica 2 de manera uniforme utilizando el método de amalgama.

### ¿Por qué la prueba es tan larga?
Gorenstein ha analizado algunas de las razones por las que podría no haber una prueba breve de la clasificación similar a la clasificación del grupo de Lie compacto.
- La razón más obvia es que la lista de grupos simples es bastante complicada: con 26 grupos esporádicos es probable que haya muchos casos especiales que deben ser considerados en cualquier demostración. Hasta ahora nadie ha encontrado una descripción limpia y uniforme de los grupos simples finitos similar a la parametrización de los grupos de Lie compactos mediante los diagramas de Dynkin.
- Atiyah y otros han sugerido que la clasificación debería simplificarse construyendo algún objeto geométrico sobre el que actúan los grupos y luego clasificando estas estructuras geométricas. El problema es que nadie ha podido sugerir una forma sencilla de encontrar una estructura geométrica de este tipo asociada a un grupo simple. En cierto sentido, la clasificación funciona al encontrar estructuras geométricas como el par BN, pero esto solo llega al final de un análisis muy largo y difícil de la estructura de un grupo simple finito.
- Otra sugerencia para simplificar la demostración es hacer un mayor uso de la teoría de la representación. El problema aquí es que la teoría de la representación parece requerir un control muy estricto sobre los subgrupos de un grupo para funcionar bien. Para grupos de rango pequeño, se obtiene un control efectivo y la teoría de la representación funciona muy bien, pero no es así en los grupos de mayor rango, donde nadie ha logrado utilizar la teoría para simplificar la clasificación. En los primeros días de la clasificación se hizo un esfuerzo considerable para utilizar la teoría de la representación, pero nunca logró mucho éxito en el caso de rango superior.

## Consecuencias de la clasificación
En esta sección se enumeran algunos resultados que se han probado utilizando la clasificación de grupos simples finitos:
- La conjetura de Schreier
- El teorema del funtor señalizador
- El conjetura B
- El teorema de Schur-Zassenhaus para todos los grupos (aunque solo se usa el teorema de Feit-Thompson).
- Un grupo de permutación transitiva en un conjunto finito con más de 1 elemento tiene un elemento libre de punto fijo de orden de potencia principal.
- La clasificación de grupos de permutación 2 transitiva.
- La clasificación de grupos de permutación de rango 3.
- La conjetura de Sims.[7]
- La conjetura de Frobenius sobre el número de soluciones de xn = 1.